# Лебединский, Яков Никитич
Яков Никитич Лебединский (нем. Jakob Nikititsch Lebedinsky; род. 1858, Правобережная Соколка, Кобелякский район) — русский учёный-зоолог, профессор Императорского Новороссийского университета. Известен как автор новых таксонов пещерных ногохвосток (Collembola).

## Биография
Родился в 1858 году в деревне Соколка, Кобелякский уезд, в семье священника
В 1887 году окончил Императорский Новороссийский университет.
C 1891 — приват-доцент Новороссийского университета. В 1891—1898 годах состоял сверхштатным лаборантом при зоологическом кабинете Новороссийского университета.
В 1893—1895 годах стажировался за границей (Зоологическая станция в Неаполе).
Защитил диссертации:
- Магистерская (1892, Императорский Харьковский университет) — Наблюдения над развитием каменного краба.
- Докторская (1897,	Императорский Новороссийский университет) — Наблюдения над историей развития немертин.

В августе 1898 года участвовал в 4-м Международном зоологическом конгрессе в Лондоне.
В осеннем полугодии 1898 года — приват-доцент Харьковского университета при кафедре зоологии.
С 1899 приват-доцент Санкт-Петербургского университета.
В 1904—1919 годах — профессор зоологии, сравнительной анатомии и физиологии в Новороссийском университете
- 1904 — экстраординарный профессор
- 1907 — ординарный профессор
- 1916 — заслуженный профессор.

Также преподавал зоологию на Одесских высших женских медицинских курсах.
В 1919 году переехал в Швейцарию.

## Автор описаний таксонов
Семейство Oncopoduridae Carl, Lebedinsky, 1905
- род Oncopodura Carl, Lebedinsky, 1905
  - вид Oncopodura hamata Carl, Lebedinsky, 1905.

## Публикации
Среди научных публикаций:
- Лебединский Я. Н. Наблюдения над развитием каменного краба // Записки Новороссийского общества естествоиспытателей. Одесса, 1889. Т.14. Вып. 2. С.131-200.
- Лебединский Я. Н. Несколько замечаний, касающихся развития Cephalotrix и Pedicellina. Одесса, 1898.
- Лебединский Я. Н. К фауне крымских пещер. Одесса, 1914.

## Память
В честь него был назван род коллембол — Lebedinskyella.